# Homoranthus
Homoranthus es un género de arbustos de la familia Myrtaceae con 22 especies. Son endémicas de Australia. Ninguna de las spp. son comunes ni se conocen en horticultura.
Al contrario de la mayoría de los miembros de  Myrtaceae, las hojas se arreglan opuestas en este género.

## Taxonomía
El género fue descrito por A.Cunn. ex Schauer y publicado en Linnaea 10: 310. 1836.

## Especies incluidas[3]
- Homoranthus binghiensis J.T.Hunter
- Homoranthus bornhardtiensis J.T.Hunter
- Homoranthus croftianus J.T.Hunter
- Homoranthus darwinioides (Maiden & Betche) Cheel
- Homoranthus decasetus Byrnes
- Homoranthus decumbens (Byrnes) Craven & S.R.Jones
- Homoranthus flavescens A.Cunn. ex Schauer
- Homoranthus lunatus Craven & S.R.Jones
- Homoranthus montanus Craven & S.R.Jones
- Homoranthus papillatus Byrnes
- Homoranthus porteri (C.T.White) Craven & S.R.Jones
- Homoranthus prolixus Craven & S.R.Jones
- Homoranthus tropicus Byrnes
- Homoranthus virgatus A.Cunn. ex Schauer
- Homoranthus wilhelmii (F.Muell.) Cheel